# Murray Bartlett
Murray Bartlett (* 20. března 1971, Sydney, Austrálie) je australský herec. Známým se stal především díky roli Armonda v první řadě satirického seriálu Bílý lotos (2021) společnosti HBO, za níž obdržel cenu Emmy za nejlepšího herce ve vedlejší roli v minisérii nebo TV filmu. Dalšího uznání se mu dostalo za role Nicka De Noia v minisérii Představujeme vám Chippendales (2022) společnosti Hulu a Franka v epizodě „Long, Long Time“ postapokalyptického seriálu The Last of Us (2023) a za oba své výkony získal nominace na cenu Emmy.
Je známý také rolemi Dominica Basaluzzo v komediálně-dramatickém seriálu Hledání (2014–2015) společnosti HBO, Michaela Tollivera v dramatickém seriálu Výstřední společnost (2019) společnosti Netflix a Vinnieho Greena v seriálu Physical (2022) společnosti Apple TV+.

## Kariéra
Bartlett se narodil v Sydney v Novém Jižním Walesu. Ve svých čtyřech letech se jeho rodina přestěhovala do Perthu, kde poté vyrůstal.
Několik let se věnoval herectví v Austrálii, účinkoval v australském seriálu headLand. V roce 1993 ztvárnil podvodníka Luka Fostera v seriálu Neighbours. V roce 2000 se Bartlett přestěhoval do Spojených států amerických. Jeho první velký zlom v herectví tam přišel o několik let později, když byl obsazen jako hostující hvězda v seriálu Sex ve městě. Hrál také D.K., nejlepšího přítele Johna Crichtona, ve čtyřech dílech seriálu Farscape. V roce 2006 vystupoval s Hughem Jackmanem v produkci australské společnosti k Jackmanově hitu The Boy From Oz.
Od března 2007 až do zrušení pořadu v září 2009 byl Bartlett členem obsazení mýdlové opery U nás ve Springfieldu stanice CBS, kde hrál Cyruse Foleyho. V letech 2014–⁠2015 ztvárňoval hlavní roli Dominica Basaluzza v komediálně-dramatickém seriálu Hledání společnosti HBO a poté si svou roli zopakoval ve finále seriálu, v televizním filmu Hledání v roce 2016. V roce 2017 účinkoval ve vedlejší roli v hudebním seriálu Nashville. Bartlett ztvárnil roli Michaela Tollivera v seriálu Výstřední společnost společnosti Netflix.
V roce 2021 hrál v seriálu Bílý lotos, kde ztvárnil hlavní roli Armonda, manažera luxusního resortu a zotavujícího se narkomana, který je už 5 let „čistý“. Za svůj výkon v seriálu obdržel nominace na Cenu sdružení filmových a televizních herců a Independent Spirit Awards a získal AACTA Award, Critics' Choice Television Award a cenu Emmy.
V roce 2023 účinkoval v postapokalyptickém dramatickém seriálu The Last of Us, kde ztvárnil roli Franka ve třetím dílu „Long, Long Time“. V době svého vysílání získala epizoda ohlas kritiků i veřejnosti a byla mnohými považována za nejlepší z první řady seriálu. Za svůj výkon obdržel nominaci na cenu Emmy za nejlepšího herce v hostující roli v dramatickém seriálu.

## Osobní život
Bartlett se na začátku své kariéry veřejně přihlásil k tomu, že je gay. Žije ve městě Provincetown v Massachusetts.

## Filmografie

### Film
| Rok  | Název                                       | Role                 | Poznámky       |
| ---- | ------------------------------------------- | -------------------- | -------------- |
| 1995 | Dad and Dave: On Our Selection              | Sandy Tayler         |                |
| 1998 | Half Mongrel                                |                      | krátkometrážní |
| 2000 | Tři moulové                                 | Trocadera Patron     |                |
| 2001 | Muffled Love                                |                      | krátkometrážní |
| 2005 | Postmortem                                  | Troy                 | krátkometrážní |
| 2007 | Om                                          | John                 | krátkometrážní |
| 2010 | Boys on Film 4: Protect Me from What I Want | Troy                 |                |
| 2010 | Needle                                      | Tony Martin          |                |
| 2011 | Srpen                                       | Troy                 |                |
| 2013 | Na pokraji šílenství                        | James Whitney        |                |
| 2013 | Kingston Avenue                             | Le copain de Barbara |                |
| 2015 | Stubborn                                    | Murray               |                |
| 2020 | Záskok                                      | Terry                |                |
| 2024 | Ponyboi                                     | Bruce                |                |

### Televize
| Rok       | Název                             | Role                            | Poznámky                          |
| --------- | --------------------------------- | ------------------------------- | --------------------------------- |
| 1987      | The Flying Doctors                | Michael Freeman                 | díl: „The Unluckiest Boy in Town“ |
| 1992      | Home and Away                     | Randy Evans                     | vedlejší role                     |
| 1992–1993 | A Country Practice                | Owen Wyatt / Richard Welbourne  | 3 díly                            |
| 1993      | Neighbours                        | Luke Foster                     | vedlejší role                     |
| 1995      | The Ferals                        | Dr. Bob Ivory                   | díl: „The Dentist“                |
| 1996      | G.P.                              |                                 | díl: „Pendulum“                   |
| 1996      | The Beast                         | Christopher Lane                | TV film                           |
| 1997      | The Tower                         | Jeremy                          | TV film                           |
| 1997      | Flipper                           |                                 | díl: „Help me, Rhonda“            |
| 1999      | Oddělení vražd                    | Gavin Todd                      | díl: „Dying Day“                  |
| 1999–2003 | Farscape                          | Douglas „D.K.“ Knox             | 4 díly                            |
| 2000      | Above the Law                     | Nathan Peters                   | díl: „Happy Families“             |
| 2001      | Flat Chat                         |                                 | díl: „The Old Flame“              |
| 2002      | Sex ve městě                      | Oliver Spencer                  | díl: „Není všechno zlato“         |
| 2002      | McLeodovy dcery                   | Simon Birch                     | 3 díly                            |
| 2002      | The Secret Life of Us             | Nick                            | 6 dílů                            |
| 2002      | All My Children                   | Julian Sinclair                 | vedlejší role                     |
| 2006      | Headland                          | James Brogan                    | 5 dílů                            |
| 2006      | All Saints                        | Roy Pickforth                   | díl: „The Real Thing“             |
| 2007      | Flight of the Conchords           | Mark                            | díl: „Sally se vrací“             |
| 2007–2009 | U nás ve Springfieldu             | Cyrus Foley                     | hlavní role                       |
| 2009      | Ve službách FBI                   | Adrian Tulane                   | díl: „Volný pád“                  |
| 2011      | Patty Hewes: Nebezpečná advokátka | Seth Sloan                      | díl: „I'd Prefer My Old Office“   |
| 2014      | Dobrá manželka                    | Logan                           | díl: „The Deep Web“               |
| 2014–2015 | Hledání                           | Dom Basaluzzo                   | hlavní role, 16 dílů              |
| 2016      | Všemocný                          | Conrad Harris                   | díl: „Ahoj, jsem Rebecca“         |
| 2016      | Hledání                           | Dom Basaluzzo                   | TV film                           |
| 2016      | Právem odsouzeni                  | Victor Bonotto                  | díl: „Šťastný konec“              |
| 2017      | Nashville                         | Jakob Fine                      | 2 díly                            |
| 2017–2018 | Iron Fist                         | Dr. Paul Edmonds                | 3 díly                            |
| 2019      | Výstřední společnost              | Michael „Mouse“ Tolliver        | hlavní role                       |
| 2019      | Paní ministryně                   | australský premiér Chris Lawson | díl: „The Common Defense“         |
| 2021      | Bílý lotos                        | Armond                          | minisérie, hlavní role            |
| 2022      | Physical                          | Vinnie Green                    | 5 dílů                            |
| 2022      | RuPaul's Drag Race Down Under     | on sám                          | díl: „Episode 7“                  |
| 2022      | Představujeme vám Chippendales    | Nick De Noia                    | minisérie                         |
| 2023      | The Last of Us                    | Frank                           | díl: „Long, Long Time“            |
| 2023      | Předzvěsti                        | pan Turner                      | díl: „2070: Ekocida“              |

## Ocenění a nominace
| Cena                                        | Rok  | Kategorie                                                 | Nominované dílo                | Výsledek  | Ref.   |
| ------------------------------------------- | ---- | --------------------------------------------------------- | ------------------------------ | --------- | ------ |
| AACTA International Awards                  | 2022 | Nejlepší herec v seriálu                                  | Bílý lotos                     | vítězství | [ 17 ] |
| Cena Sdružení filmových a televizních herců | 2022 | Nejlepší mužský herecký výkon v minisérii nebo TV filmu   | Bílý lotos                     | nominace  | [ 18 ] |
| Critics' Choice Television Awards           | 2022 | Nejlepší herec ve vedlejší roli v minisérii nebo TV filmu | Bílý lotos                     | vítězství | [ 19 ] |
| Critics' Choice Television Awards           | 2023 | Nejlepší herec ve vedlejší roli v minisérii nebo TV filmu | Představujeme vám Chippendales | nominace  | [ 20 ] |
| Dorian Awards                               | 2023 | Nejlepší výkon ve vedlejší roli                           | The Last of Us                 | nominace  | [ 21 ] |
| Cena Emmy                                   | 2022 | Nejlepší herec ve vedlejší roli v minisérii nebo TV filmu | Bílý lotos                     | vítězství |        |
| Cena Emmy                                   | 2023 | Nejlepší herec ve vedlejší roli v minisérii nebo TV filmu | Představujeme vám Chippendales | nominace  |        |
| Cena Emmy                                   | 2023 | Nejlepší herec v hostující roli v dramatickém seriálu     | The Last of Us                 | nominace  |        |
| Hollywood Critics Association TV Awards     | 2022 | Nejlepší herec ve vedlejší roli v kabelové minisérii      | Bílý lotos                     | vítězství |        |
| Hollywood Critics Association TV Awards     | 2023 | Nejlepší herec ve vedlejší roli ve streamované minisérii  | Představujeme vám Chippendales | nominace  |        |
| Hollywood Critics Association TV Awards     | 2023 | Nejlepší herec v hostující roli v dramatickém seriálu     | The Last of Us                 | nominace  |        |
| Independent Spirit Awards                   | 2022 | Nejlepší mužský výkon v novém seriálu                     | Bílý lotos                     | nominace  | [ 22 ] |
| Independent Spirit Awards                   | 2024 | Nejlepší výkon ve vedlejší roli v novém seriálu           | The Last of Us                 | nominace  | [ 23 ] |